# Hansa-Brandenburg W.29
A Hansa-Brandenburg W.29 német gyártmányú, kétüléses, egyfedelű, vadász hidroplán volt az első világháború idején.

## Története
A típus alapjául az 1917-ben szolgálatba állított, kétfedelű Hansa-Brandenburg W.12 szolgált. A Hansa-Brandenburg vezető tervezője, Ernst Heinkel állítólag egy lokálban ülve egy este alatt, a borlap hátán tervezte meg a repülőgépet, amely elsősorban abban különbözött elődjétől, hogy felső szárnyát eltávolították. A légellenállás csökkenésével a gép sebessége némileg megnőtt.
1918 januárjában kezdték el három prototípus építését, ezeket különböző gyártók 150, 160 és 185 lóerős motorjaival szerelték fel. A sorozatgyártáshoz először a legolcsóbb, 150 lóerős Benz Bz.III-at választották, feltehetően azért mert a hidroplánok hátrébb voltak a prioritási listán, de később 185 lóerős Benz és BMW motorokat kaptak. Fegyverzete egy forgatható Parabellum MG14 géppuska volt a hátul ülő megfigyelő számára és egy vagy két motorháza erősített Spandau MG 08 géppuska, amiket a pilóta kezelt. A gyors és jól manőverező repülőgép az Északi-tengeren zaklatta a brit flotta repülőcsónakjait és hajóit. A W.29-eseket repülő leghíresebb pilóta Friedrich Christiansen volt. Egységével egy alkalommal meglepte és "szitává lőtte" a C25 brit tengeralattjárót; a tengeralattjáró kapitánya és a legénység öt tagja elesett az összecsapásban.
A kedvező tulajdonságokkal rendelkező modellt a háború után több ország is rendszeresítette. Továbbfejlesztett változata a W.33 volt, amelyből a háború alatt mindössze 7 készült el, de később szintén több állam haditengerészete megvásárolta. Az utolsó W.33-at 1936-ban vonták ki a finn flotta szolgálatából.

## Műszaki paraméterei
- személyzet: 2 fő
- szárnyfesztávolság: 13,5 m
- törzshossz: 9,38 m
- magasság: 3,0 m
- üres súly: 1000 kg
- felszállósúly: 1494 kg
- maximális sebesség: 175 km/h
- maximális magasság: 5000 m
- hatótáv: 520 km

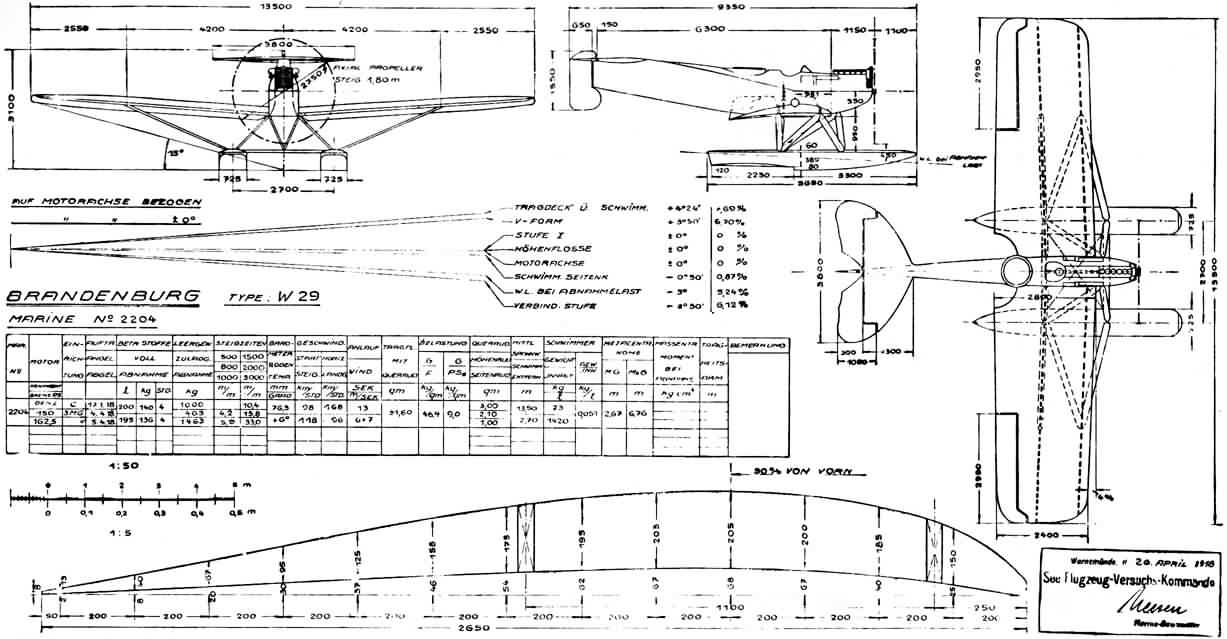
A Hansa-Brandenburg W.29 tervrajza

- hajtómű: 1 db 150 lóerős hathengeres, soros, vízhűtéses Benz Bz.III motor (később 185 lóerős Benz IIIa)
- fegyverzet: elöl 1 vagy 2 db 7,92 mm-es Spandau MG 08-as géppuska, hátul 1 db Parabellum MG 14-es géppuska

## Rendszeresítő országok
- Német Birodalom

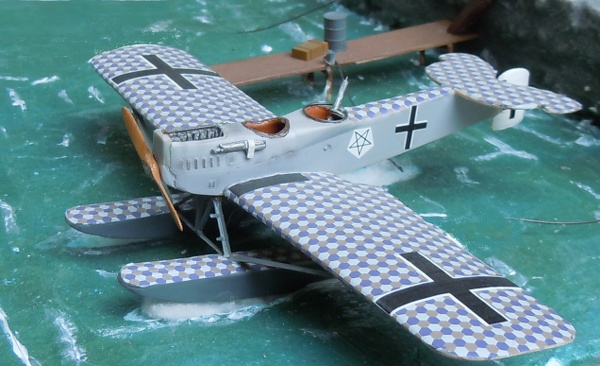
A W.29 makette

- Osztrák–Magyar Monarchia: a Monarchia haditengerészete 25 W29-et rendelt, amit a magyar UFAG gyártott volna, de a háború végéig csak egy készült el.
- Magyarország: a Tanácsköztársaság az egy elkészült gépen kívül legalább két másikat készíttetett az UFAG-gal
- Dánia: 1 db-ot vásároltak Németországtól 1919-ben, és 15-öt licenc alapján gyártottak
- Finnország
- Japán
- Hollandia
- Norvégia: 2 német W.29-est vásároltak 1920-ban